# Inyección subcutánea
Una inyección subcutánea se administra como un bolo en el tejido subcutáneo, la capa de piel directamente debajo de la dermis y la epidermis. Las inyecciones subcutáneas son altamente efectivas en la administración de vacunas y medicamentos como insulina, morfina, diacetilmorfina y goserelina.  La inyección subcutánea (a diferencia de la intravenosa) de drogas recreativas se conoce como "skin popping".  La administración subcutánea se puede abreviar como SC, SQ, sub-cu, sub-Q, SubQ o subcut.
El tejido subcutáneo tiene pocos vasos sanguíneos, por lo que los medicamentos inyectados aquí son para tasas de absorción lentas y sostenidas.  Es más lento que las inyecciones intramusculares, pero más rápido que las inyecciones intradérmicas. 

## Sitios de inyección
Los sitios incluyen:
- El área exterior del brazo.

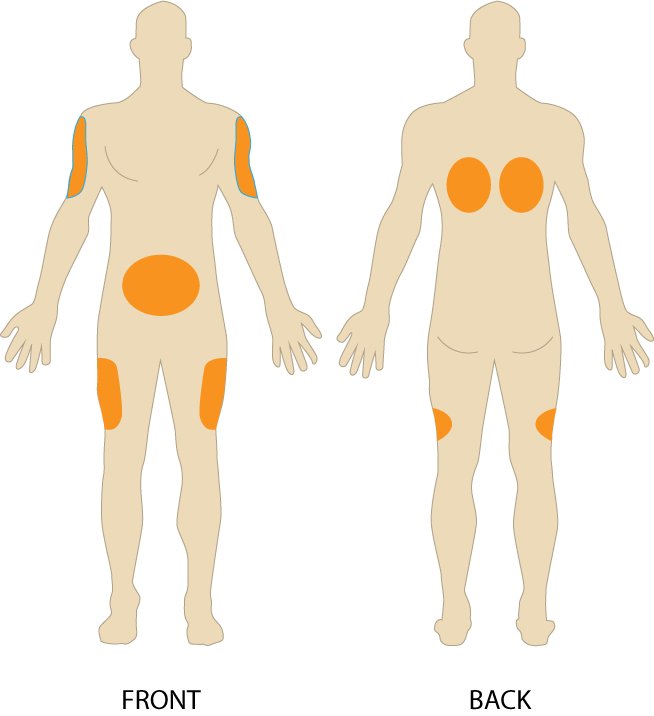
Sitios de inyección subcutánea

- El abdomen, desde el borde de la costilla hasta la cresta ilíaca, evitando un círculo de 2 pulgadas alrededor del ombligo.  Este tiene la tasa de absorción más rápida de todos los sitios.
- La parte frontal del muslo, a mitad de camino hacia el lado externo, 4 pulgadas debajo de la parte superior del muslo a 4 pulgadas por encima de la rodilla.  Esto tiene una tasa de absorción más lenta que el brazo superior.
- La parte superior de la espalda.
- El área superior de la nalga, justo detrás del hueso de la cadera.  Este tiene la tasa de absorción más lenta de todos los sitios.

## Equipo
Se puede usar una aguja de calibre 25 a 31, de 3/8" a 1" de espesor.  El tamaño está determinado por la cantidad de tejido subcutáneo presente, que se basa en la contextura del paciente.  Las agujas de 3/8 "y 5/8" son las más utilizadas.  Por lo general, no se administra más de 1 ml de solución, en comparación con las inyecciones intradérmicas, donde generalmente no se administra más de 0,5 ml.

## Procedimiento
Las inyecciones subcutáneas se insertan en ángulos de 45 a 90 grados, dependiendo de la cantidad de tejido subcutáneo presente y la longitud de la aguja; por lo general, una aguja más corta de 3/8" se inserta 90 grados y una aguja de 5/8" generalmente se inserta a 45 grados.  La medicación se administra lentamente, aproximadamente 10 segundos/mililitro.

## Inyecciones subcutáneas de insulina en la diabetes mellitus

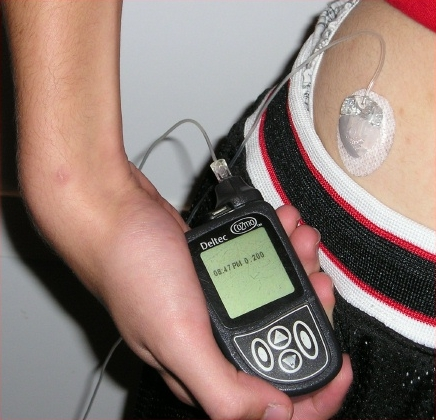
Una bomba de insulina con un sitio de inyección subcutáneo.

Una persona con diabetes mellitus dependiente de insulina (tipo 1 o tipo 2) generalmente inyecta insulina por vía subcutánea.
La inyección debe administrarse debajo de la piel, en la capa de grasa. 